# シャイニー (曲)
「シャイニー」は、日本のシンガーソングライター・miwaの楽曲。22枚目のシングルとして2017年5月24日に発売された。

## 概要
ミュージック・ビデオにはmiwaの主要サポートメンバーからeji、河村吉宏/よっち、Nona*/岩村乃菜、オバタコウジ、藤田真由美が出演しており、miwaのミュージック・ビデオにサポートメンバーが出演するのは初である。

## 収録曲

### 初回生産限定盤

#### CD
1. シャイニー [4:16]
  - 日本コカ・コーラ「爽健美茶」2017年CMソング[5]。
2. 絶対あの場所に
  - ベネッセコーポレーション『進研ゼミ高校講座』CMソング[6]。
3. 結 -ゆい- (Sound Inn "S" ver.)
  - 冨田恵一によるアレンジバージョン。BS-TBS『Sound Inn "S"』で放映されたライブ音源[7]。
4. シャイニー (Instrumental)

#### DVD
1. シャイニー（ビデオクリップ+メイキング）

### 通常盤
初回生産限定版のCDと同内容。
| #  | タイトル                            | 作詞 | 作曲           | 編曲     | 時間 |
| -- | ----------------------------------- | ---- | -------------- | -------- | ---- |
| 1. | 「シャイニー」                      | miwa | miwa & NAOKI-T | NAOKI-T  | 4:19 |
| 2. | 「絶対あの場所に」                  | miwa | miwa & NAOKI-T | NAOKI-T  | 4:02 |
| 3. | 「結 -ゆい- (Sound Inn "S" ver．)」 | miwa | miwa           | 冨田恵一 | 4:41 |
| 4. | 「シャイニー (Instrumental)」       |      |                |          |      |